# Eugene Lindsay Opie
Eugene Lindsay Opie (Staunton, Virginia, 5 de julio de 1873 – Bryn Mawr, Pensilvania, 12 de marzo de 1971) fue un médico y patólogo estadounidense que realizó investigaciones sobre las causas, la transmisión y el diagnóstico de la tuberculosis, y posteriormente, sobre la inmunización contra dicha enfermedad. Se desempeñó como profesor de patología en varias escuelas de medicina de los Estados Unidos, y fue decano de la Facultad de Medicina en la Universidad Washington en San Luis.
Durante la Primera Guerra Mundial, Opie se enlistó en el Ejército de los Estados Unidos. Sirvió en Francia como coronel O–6 en el Cuerpo Médico, con un trabajo especial sobre enfermedades infecciosas y su prevención entre los soldados aliados. Durante ese tiempo se recopilaron nuevos datos importantes sobre la gripe, la tuberculosis y la "fiebre de las trincheras" (bartonelosis).